# Tintin și Templul Soarelui
Tintin și Templul Soarelui (în franceză Tintin et le Temple du Soleil) este un lungmetraj de animație franco-belgian produs de studiourile Belvision și lansat în 1969.
Adaptat după benzile desenate Les Sept Boules de cristal și Le Temple du Soleil ale desenatorului belgian Hergé, el este al doilea lungmetraj de animație care adaptează Aventurile lui Tintin, după Le Crabe aux pinces d'or din 1947.

## Rezumat
Când șapte arheologi găsesc o mumie veche Inca, ei devin victimele unui blestem. Exploratorii părăsesc America de Sud și se întorc în Europa, unde sunt afectați de o boală misterioasă: ei cad într-un somn adânc unul câte unul și doar o dată pe zi, în același timp, se trezesc câteva minute și au halucinații cu zeul inca. Povestea începe cu al șaselea arheolog adormit de conținutul unei bile de cristal aruncată în mașina lui de către incași.
Bergamotte, ultimul dintre exploratori, cade în letargie la Castelul Moulinsart, după o întrerupere a curentului electric, iar profesorul Tournesol este răpit cu barca de niște indivizi misterioși. Tournesol a comis într-adevăr un sacrilegiu prin faptul că a purtat brățara mumiei Rascar Capac, adusă din expediție. La fel ca în benzile desenate omonime, Tintin, căpitanul Haddock și Dupondts pornesc pe urmele lui în Peru. Pe parcurs, ei primesc ajutor de la un tânăr indian quechua pe nume Zorrino, care îi ajută să ajungă la Templul Soarelui, unde este ținut prizonier Tournesol...

## Comentarii
- După ce a obținut un mare succes comercial cu producția a șapte filme de desene animate pentru televiziune, compania Belvision s-a angajat în producția a două lungmetraje pentru cinema.[7] Pentru primul film, alegerea a fost Tintin și Templul Soarelui care părea că se pretează bine ecranizării. Conținutul benzii desenate Les Sept Boules de cristal a fost condensat la începutul filmului și prezentat de un personaj care seamănă cu Hergé.
- Admirator al lui Hergé și al lui Tintin, Jacques Brel a scris cântecele Ode à la Nuit și Chanson de Zorrino, într-o perioadă în care abandonase scena și muzica.[8][9]
- Desenatorul Michel Greg a realizat o serie de transformări importante ale scenariului original al lui Hergé, cum ar fi adăugarea personajului fiicei șefului incașilor.
- Albumul de benzi desenate a fost adaptat din nou în serialul de desene animate din 1991.
- Les Sept Boules de cristal și Templul Soarelui au fost adaptate în 2001 într-o comedie muzicală intitulată Tintin, le Temple du Soleil.
- Les Sept Boules de cristal și Templul Soarelui vor face obiectul adaptării celui de-al doilea film din trilogia Tintin, regizată de Peter Jackson.